# پاشل
پاشل (به آلمانی: Paschel) یک شهر در آلمان است که در تریر-زاربورگ واقع شده‌است. پاشل ۲۵۴ نفر جمعیت دارد.